# Torskeds naturreservat
Torskeds naturreservat är ett kommunalt naturreservat i Karlstads kommun i Värmlands län.
Området är naturskyddat sedan 2024 och är 8 hektar stort. Reservatet ligger vid västra stranden av Östra Örten och består av lövträd och en granplantering som kommer avverkas för att skapa öppna blomrika marker.